# Özgür Cebe

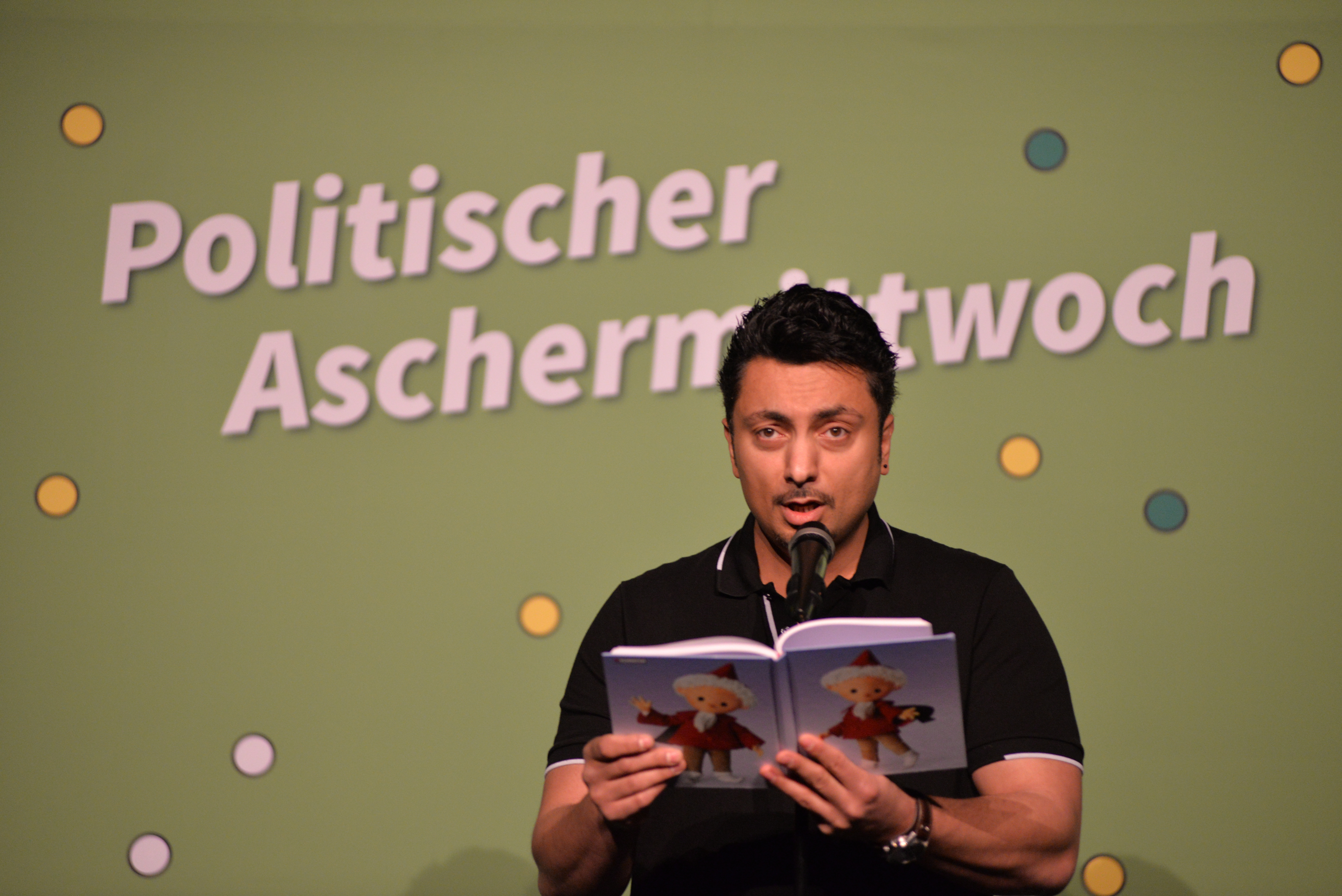
Özgür Cebe 2014 beim politischen Aschermittwoch von Bündnis 90/Die Grünen

Özgür Cebe (* 15. Juni 1974 in Bielefeld) ist ein deutscher Schauspieler, Kabarettist und Stand-up-Comedian.

## Leben
Cebe zog ein Jahr nach seiner Geburt mit seinen Eltern nach Bonn. Er hat türkische, armenische und kurdische Wurzeln. 1994 begann Cebe eine Hospitanz im Theater an der Ruhr. Unter der Leitung von Roberto Ciulli spielte er erste Rollen, die ihn auf Tourneen nach Italien und Schweden führten. Er absolvierte eine überbetriebliche Ausbildung zum IT-Systemkaufmann und begann im letzten Ausbildungsjahr eine zusätzliche Ausbildung zum Schauspieler, die er mit der Bühnenreife abschloss. Trotz zweier Berufsabschlüsse arbeitet er in keinem von beiden, sondern bestreitet seit 2009 seinen Lebensunterhalt als Solokabarettist.
Özgür Cebe lebt und arbeitet in Bonn.

### Kabarett und Kino
Cebe spielte Rollen für verschiedene TV-Formate wie Der Clown, Alarm für Cobra 11 (mehrere Folgen) oder Hammer und Hart. Auch in Kurzfilmen wie Kanake, Einmal Pizza Tonno mit extra Käse (Hauptrolle) und Jesus sieht Dich (Hauptrolle) ist er zu sehen. Zwei Jahre lang spielte er regelmäßig an der Seite von Kaya Yanars Was guckst du?! in den unterschiedlichsten Rollen. Özgür Cebe spielt in der Lindenstraße den Charakter Güney. In dieser Gastrolle tauchte er seit 2006 gelegentlich wieder auf. Im Kinofilm Reset gab er sein Debüt als Hauptdarsteller. 
Im 1. Kölner Wohnzimmerthteater debütierte er als Comedian, hatte sodann zahlreiche Kurzauftritte im NightWash-Salon des WDR. Özgür Cebe tourte erstmals bundesweit mit dem damaligen Kabarett-Soloprogramm Der bewegte Muselmann. Ferner ist er in der WDR-Produktion als festes Panelmitglied in der Sendung Baustelle Deutschland, moderiert von Jürgen Becker, zu sehen. Er wirkte mit bei den Mitternachtsspitzen sowie bei Kabarett am Minarett in der Begegnungsstätte der Duisburg-Marxloher Moschee mit, einer Veranstaltungsreihe mit Jürgen Becker. Auf 1Live gestaltet er seit 17. September 2018 eine lang laufende Satireeinwurf-Radioshow-Serie namens Ghettos Faust; genauso heißt das neue Programm, das er seit Herbst 2018 auf die Kleinkunstbühnen bringt. Seine beiden ältesten Programme sind nicht mehr buchbar. Beim biennalen Wettbewerb für Bühnenoriginale, Tegtmeiers Erben, kam er 2019 erstmals in die Endauswahl: sechs aus vierzig.
Programme
- Der bewegte Muselmann
- Freigeist oder geistfrei?
- Born in the BRD
- Ghettos Faust

### Theater
Beim Open-Air-Theater in Solingen spielte er 2008 die Rolle des Mammon im Jedermann von Hugo von Hofmannsthal unter der Regie von Friederike Felbeck.

## Hörspiele
- 2014: Mark Zak: Gaube, Liebe, Mafia – Die Frau des Paten – Regie: Thomas Leutzbach (Hörspiel – WDR)

## Auszeichnungen
- 2011: Dritter Platz beim Melsunger Kabarettpreis Scharfe Barte.
- 2012: Nominierung für den "Prix Pantheon", das "Schwarze Schaf vom Niederrhein" und den 1. Platz beim "Kremenholler Kleinkunstpreis".
- 2013: 1. Platz beim "Rösrather Kabarettfestival".
- 2015: 1. Platz beim "Dattelner Kleinkunstpreis".
- 2017: Stuttgarter Besen, Gerhard-Woyda-Publikumspreis
- 2017: Niedersächsischer Lauben-Pieper
- 2021: Bottroper Frechdax
- 2024: Paulaner Solo+, Jurypreis und Publikumspreis